# Amblyonychus flavifasciatus
Amblyonychus flavifasciatus là một loài ruồi trong họ Asilidae. Amblyonychus flavifasciatus được Macquart miêu tả năm 1838.